# Oškobrh
Der Oškobrh, früher auch Vlkovský kopec (deutsch Wolfsberg) ist ein 285 m hoher Berg in Tschechien.

## Lage
Der markante bewaldete Doppelgipfel des Oškobrh erhebt sich acht Kilometer östlich von Poděbrady aus der Ostböhmischen Tafel. Südlich liegt die Talmulde der Cidlina, aus der der Sánský kanál sein Wasser im Westen um den Berg führt. Im Osten erhebt sich jenseits der breiten Talmulde des Baches Milešovický potok der Höhenzug Na Hřebínku (Banberg, 271 m).

## Geschichte
Der früher von ausdehnten Sumpfgebieten, die nach Norden bis an die Mrlina reichten, umgebene Berg war bereits während der Hallstatt- und La-Tène-Zeit besiedelt. 
1352 erfolgte die erste schriftliche Erwähnung des auf Oškobrh gelegenen Dorfes Oškobrh und seiner Pfarrkirche, das zusammen mit Sány, Žehuň und Badra dem Zisterzienserkloster Hradiště als Besitz bestätigt wurde. Während der Hussitenkriege wurde Oškobrh wahrscheinlich zerstört und blieb wüst.
In dem Feuchtgebieten nördlich des Berges wurden im 15. und 16. Jahrhundert die Podiebrader Fischteiche angelegt, die durch den Sánský kanál ihre Wasserzufuhr erhielten. Der Bláto galt als der größte Teich Böhmens. Zu Zeiten Georg von Podiebrads kam der Berg zur Herrschaft Poděbrady und seit der zweiten Hälfte des 15. Jahrhunderts ist er als Waldgebiet überliefert.
Nach der Zerstörung des Ortes wurde lediglich die gotische Kirche  wieder errichtet und bis zum Dreißigjährigen Krieg genutzt. Danach wurde sie wieder instand gesetzt. 1707 war sie so verfallen, dass sie geräumt und ihre Ausstattung in die St. Georgs-Kirche in Libice nad Cidlinou verbracht wurde. Das einsturzgefährdete Bauwerk wurde in den 1730er Jahren abgetragen. Zur Bewahrung des Wallfahrtsortes willigte die Kirche schließlich einem Vorschlag des königlichen Bauschreibers Dinnebier ein und errichtete ab 1736 wenige Meter südöstlich der alten Grundmauern eine neue barocke Kirche. 1736 war sie fertiggestellt und wurde zum Peter- und Pauls-Tag im Rahmen einer Wallfahrt, bei der Prozessionen aus Poděbrady, Žehuň und Činěves auf den Berg zogen, geweiht.
In der zweiten Hälfte des 18. Jahrhunderts erfolgte die Trockenlegung der Teiche. Im Jahre 1777 begann im Zuge der Raabisation die Wiederbesiedlung der Gegend am Oškobrh, der zu dieser Zeit als Vlkovský kopec/Wolfsberg bezeichnet wurde. Um den Berg entstanden die Dörfer Srbetz (Srbce), Wolfsberg, Lustdorf und Hermannsdorf.

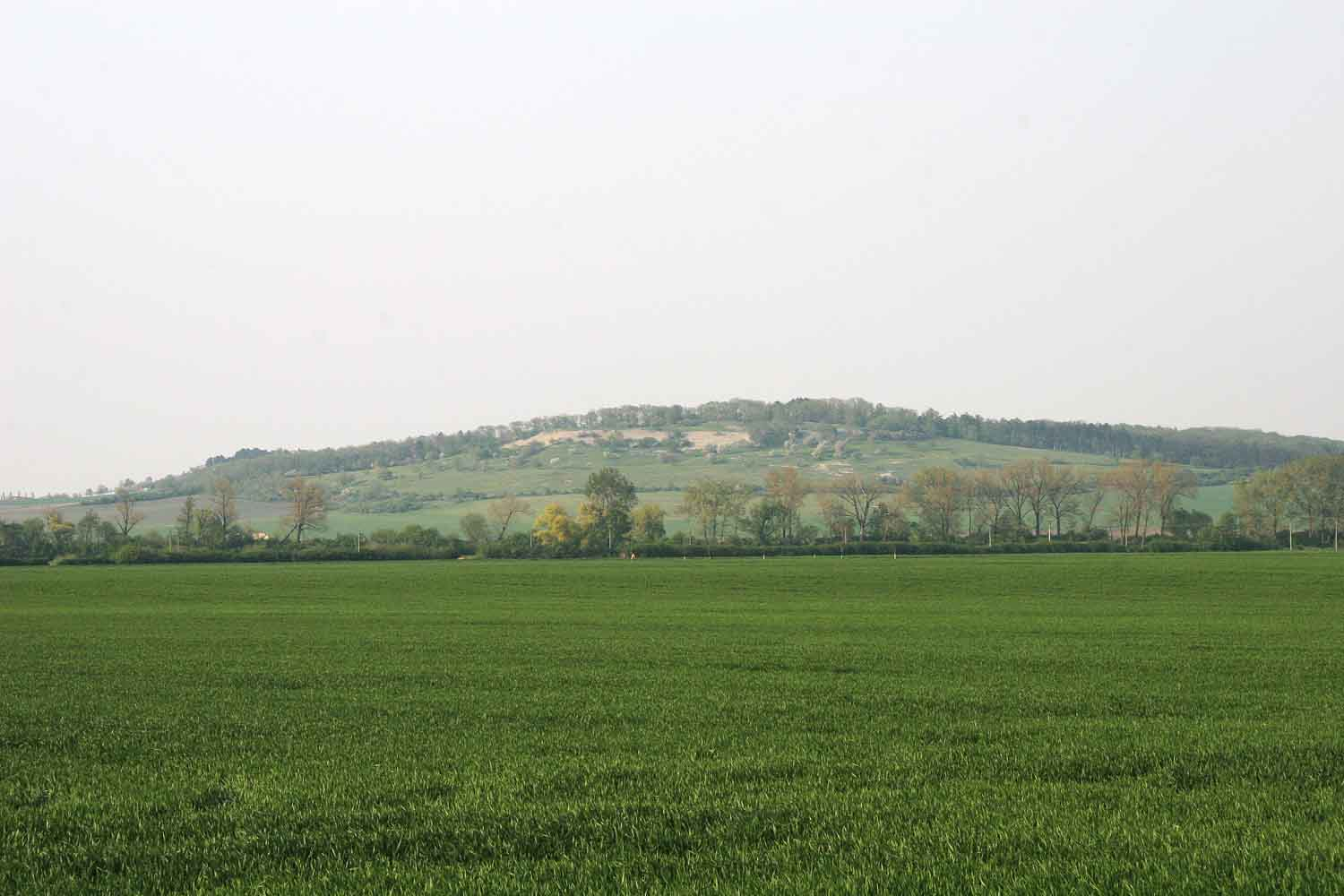
Südwestansicht von Libice nad Cidlinou

Infolge der Josephinischen Reformen erfolgte 1783 der Beschluss zum Abriss der Kirche. Dieser wurde 1786 vollzogen, obwohl die Evangeliken aus den umliegenden neuen Dörfern sich für den Erhalt der Kirche einsetzten und sie zu übernehmen bzw. zu einem moderaten Preis zu kaufen gesucht hatten. In den verblieben Mauern der Kirchenruine wurde 1798 ein Hegerhaus eingerichtet. 1839 erwarb Georg Simon von Sina mit der Herrschaft Podiebrad auch den Oškobrh. Ihm folgte sein Sohn Simon von Sina und nach dessen Tode erbte Chariklea Ypsilanty die Güter. Sie verkaufte sie 1885 an Ernst Philipp Hohenlohe-Schillingsfürst. In dieser Zeit begann eine forstwirtschaftliche Nutzungs des Berges. 
Das Waldgut wurde zu Beginn des 20. Jahrhunderts an einen Herrn Kulhánek verkauft, der an der Stelle des Hegerhauses ein Schlösschen errichten ließ. Kulhánek übernahm sich mit dem Bau finanziell und musste seinen Großgrundbesitz verkaufen. Neuer Besitzer wurde der Millionär Ornst, der nach einer Sichtung der wirtschaftlichen Verhältnisse umgehend einen Käufer für das Gut suchte und schließlich im Prager Spediteur Josef Barth fand. 1934 war der Bau des Schlösschens vollendet. Wenig später erfolgte der Verkauf an die Gebrüder Kořána, Inhaber einer Prager Großselcherei. Diese betrieben in den zwei Jahren ihres Besitzes einen Raubbau am Wald. Der jahrhundertelang gepflegte Bestand von alten Eichen mit mächtigen Apfel-, Birn- und Kirschbäumen wurde dabei radikal ausgehauen. Ab 1939 gehörte das Gut der Prager Industriellenfamilie Eduard Baumgartner, die Teile der gerodeten frühen Waldflächen zu Ackerland umgestaltete.
Nach dem Zweiten Weltkrieg wurde das Waldgut Vlkov auf dem Oškobrh verstaatlicht und ein Gehege zur Zucht von Muffeln eingerichtet. Das Schlösschen dient der archäologischen Anstalt ČAV Praha als Magazin und Dienststelle. Das Wildgehege und Gut gingen 1992 restitutorisch an die Familie Baumgartner zurück.